# Органічні фосфіни
Фосфі́́ни — це фосфорорганічні сполуки із загальною формулою RnPH3-n для простих фосфінів. Є похідними від фосфіну. Фосфіни бувають первинні (n = 1), вторинні (n = 2) та третинні (n = 3).
Фосфіни дуже токсичні, але токсичність зменшується зі збільшенням молекулярної маси.

## Класифікація

### Прості фосфіни
У простих фосфінах є лише один атом фосфору. Вони є найбільш відомими і використовуваними. Загальна формула простих фосфінів — RnPH3-n.

### Дифосфіни

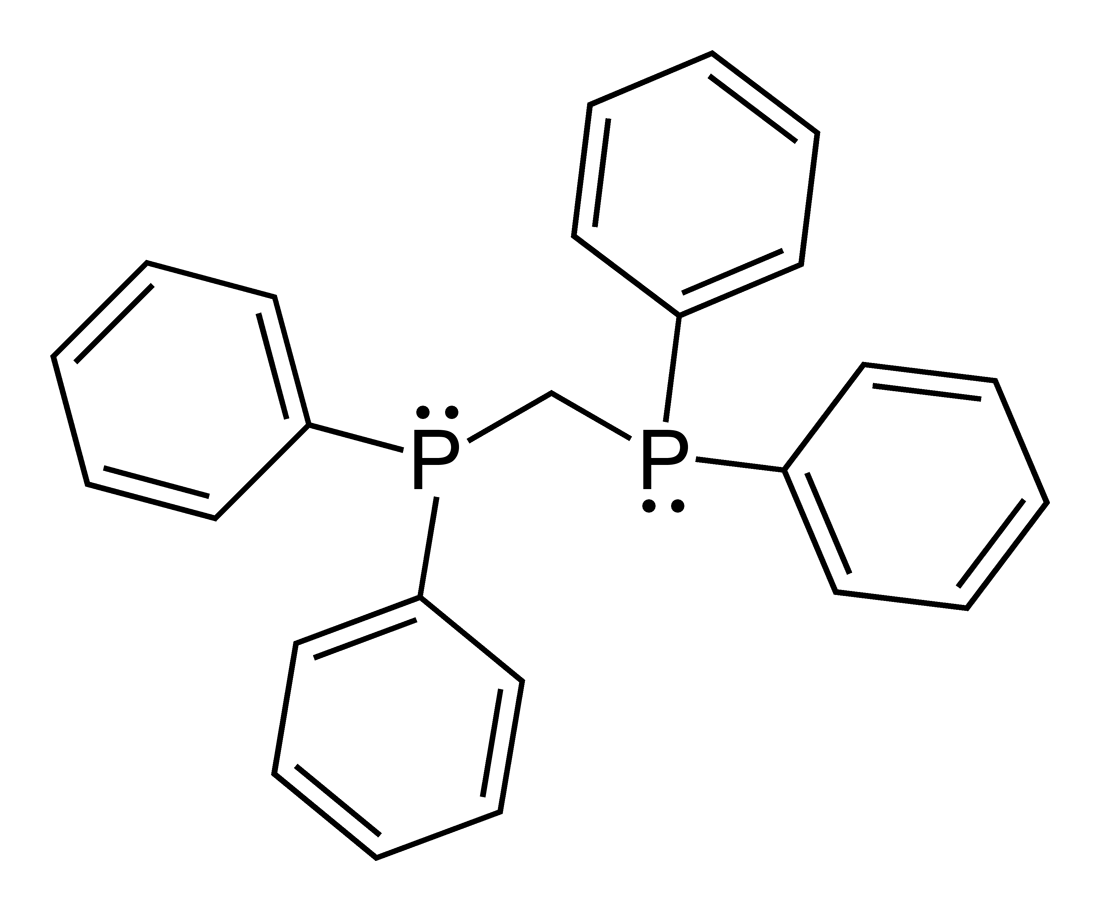
дифенілфосфін метан

Дифосфіни — це сполуки із загальною формулою R2P-(CH2)n — PR2 (n = 1-16).

### Полідедетантні фосфіни

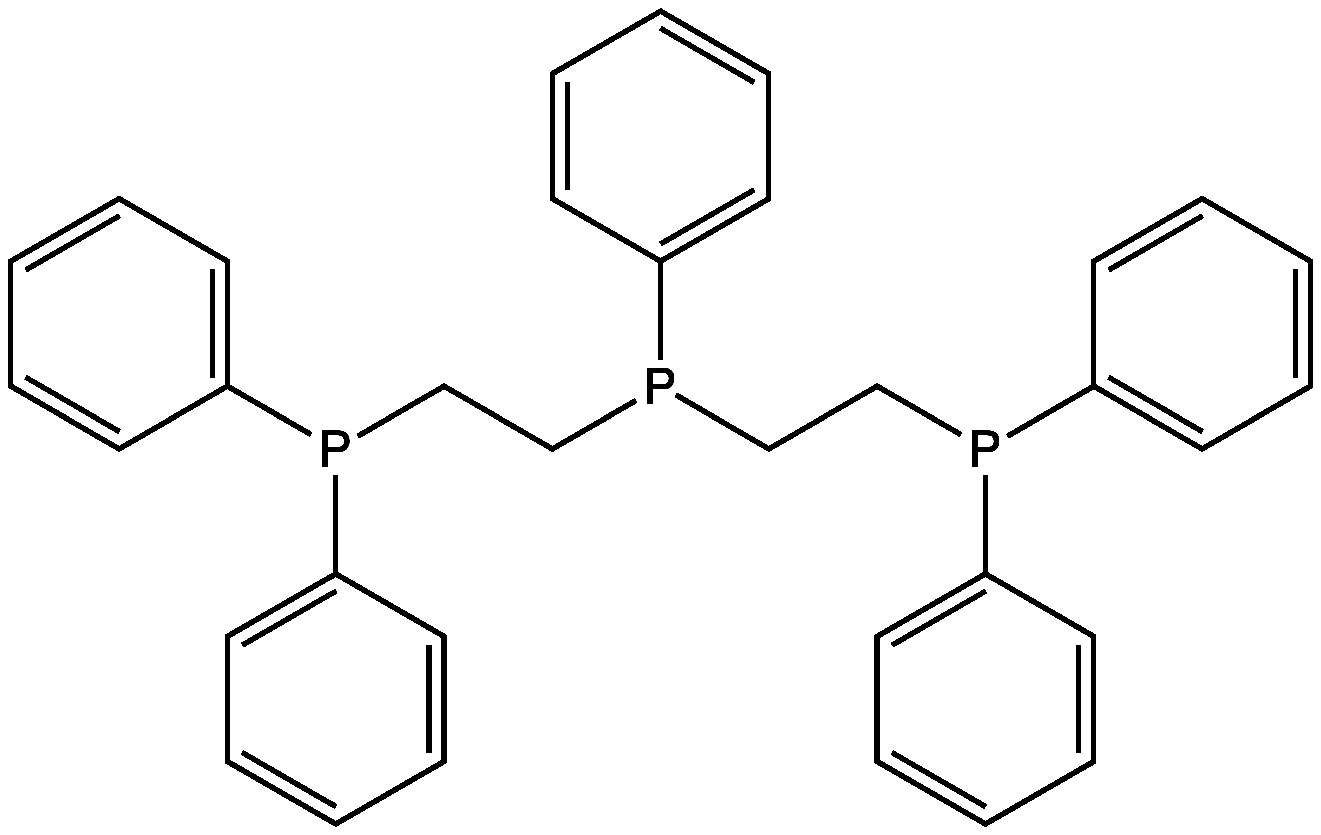
Біс(дифетілфосфіноетил)фенілфосфін

Полідетантні фосфіни — це фосфіни, які містять більше двох атомів фосфору.

### Хіральні фосфіни
Хіральні фосфіни — це фосфіни, які містять хіральний атом фосфору. Зазвичай це дифосфіни.

## Фізичні властивості
Зазвичай фосфіни є рідинами або кристалічними речовинами з неприємним запахом. Обмежено розчинні у воді, проте добре в органічних розчинниках. Фосфіни є низькополярними речовинами.
| Радикал         | RPH2     | R2PH     | R3P   |
| --------------- | -------- | -------- | ----- |
| СН3             | -14°     | +25°     | +41°  |
| С2H5            | +25°     | +85°     | +128° |
| (СН3)2СН        | 41       | 118      | -     |
| СН3—CH—CH2      | 62°      | 153°     | 215°  |
| СН3—CH—CH2—СН2  | 107°     | 210°-215 | 300°  |
| СН3— (CH2)6—СН2 | 184-187° | -        | -     |

## Хімічні властивості
При взаємодії з галогенами утворюють галогенфосфіни чи галогенфосфорани:
{\displaystyle {\ce {R3P + Cl2 -> 2 R3PCl2}}}
{\displaystyle {\ce {R2PH + Cl2 -> R2PCl + HCl}}}
{\displaystyle {\ce {R2PCl + Cl2 -> R2PCl3}}}
Легко окиснюються, приєднуючи оксиген (первинні — до фосфонових кислот, вторинні — до фосфінових):
{\displaystyle {\ce {CH3PH2 ->[{[O]}] CH3P(O)H2 ->[{[0]}] CH3P(O)(OH)H ->[{[O]}]CH3P(O)(OH)2}}}
{\displaystyle {\ce {(CH3)2PH ->[{[O]}] CH32P(O)H ->[{[O]}] (CH3)2P(O)OH}}}
{\displaystyle {\ce {(CH3)3P ->[{[O]}] (CH3)PO}}}
Третинні фосфіни можуть приєднувати сірку, утворюючи фосфінсульфіди:
{\displaystyle {\ce {(CH3)3P + S-> (CH3)PS}}}
Третинні фосфіни алкілуються, утворюючи фосфонієві солі:
{\displaystyle {\ce {PR3 + RHal -> 2 [PR4]Hal}}}
При взаємодії з лужними металами первинні та вторинні фосфіни утворюють фосфіди:
{\displaystyle {\ce {2R2PH + 2Na -> 2R2PNa + H2}}}

## Отримання
Фосфіни можна отримати за допомогу реакції Гріньяра:
{\displaystyle {\ce {PCl3 + 3RMgCl -> PR3 + 3MgCl2}}}
Фосфіни також можна з фосфонієвих солей:
{\displaystyle {\ce {PH4I + CH3I -> CH3PH2 + 2HI}}}